# Мис Адер
71°17′0″ пд. ш. 170°14′0″ сх. д. / 71.28333° пд. ш. 170.23333° сх. д.
Мис Адер (також Адар, Адаре, англ. Cape Adare) — мис і півострів, розташований на північному сході регіону Земля Вікторії, Східна Антарктида. Мис умовно відділяє море Росса (на схід) від Південного Океану (на захід). При русі вглиб півострова над мисом підносяться гори Адміралтейства. Британець Джеймс Росс виявив мис Адер в січні 1841 і назвав його на честь свого друга Віконта Адера, який був родом з міста Адер, сучасної республіки Ірландія. Пізніше, в 1895 році, мис Адер зіграв важливу роль як місце висадки та зимівлі перших дослідників Антарктики.